# Zoʻr TV
Zoʻr TV (Zoʻr с узбекского языка переводится как отли́чный) — общенациональный, частный круглосуточный музыкально-развлекательный и спортивный телеканал в Узбекистане. Полноценное вещание телеканала началось 1 марта 2017 года. Телеканал в основном вещает на узбекском языке, также часть эфира идет на русском языке.
Основу эфира телеканала составляют развлекательные передачи и программы, зарубежные и отечественные фильмы и сериалы, а также музыка. Наиболее популярны такие передачи и программы телеканала как Boriga Baraka, Joziba, Online 360, Omadingizni bersin, O'zbekiston Go'zali, O'g'irlangan Niqob, Afsona Ovchilari, Aristokratlar, Kelinlar Fabrikasi, Stand Up Show, The Cover Up, Indigo, Clip Maker, Real Xit, Nahori Nashta, Nokaut, Online 360, Xushvaqt, Osh Chempionati, Time Off, Telegurman, Mehr ko’zda, Comedy Kids и другие
В ноябре 2017 года был опубликован рейтинг самых популярных телеканалов Узбекистана по итогам трехмесячного опроса среди населения страны, и в этом рейтинге Zoʻr TV занял первое место. 28 % респондентов отдали предпочтение данному телеканалу. На официальную страницу телеканала в Instagram по состоянию на конец июня 2025 года подписаны более 4,4 миллионов подписчиков.
В 2024 году транслировались матчи Чемпионата Европы по футболу 2024. С 2024 года телеканал вещает европейские спортивные турниры по футболу, главным образом Чемпионат Испании по футболу и Лигу Чемпионов УЕФА.